# Урок

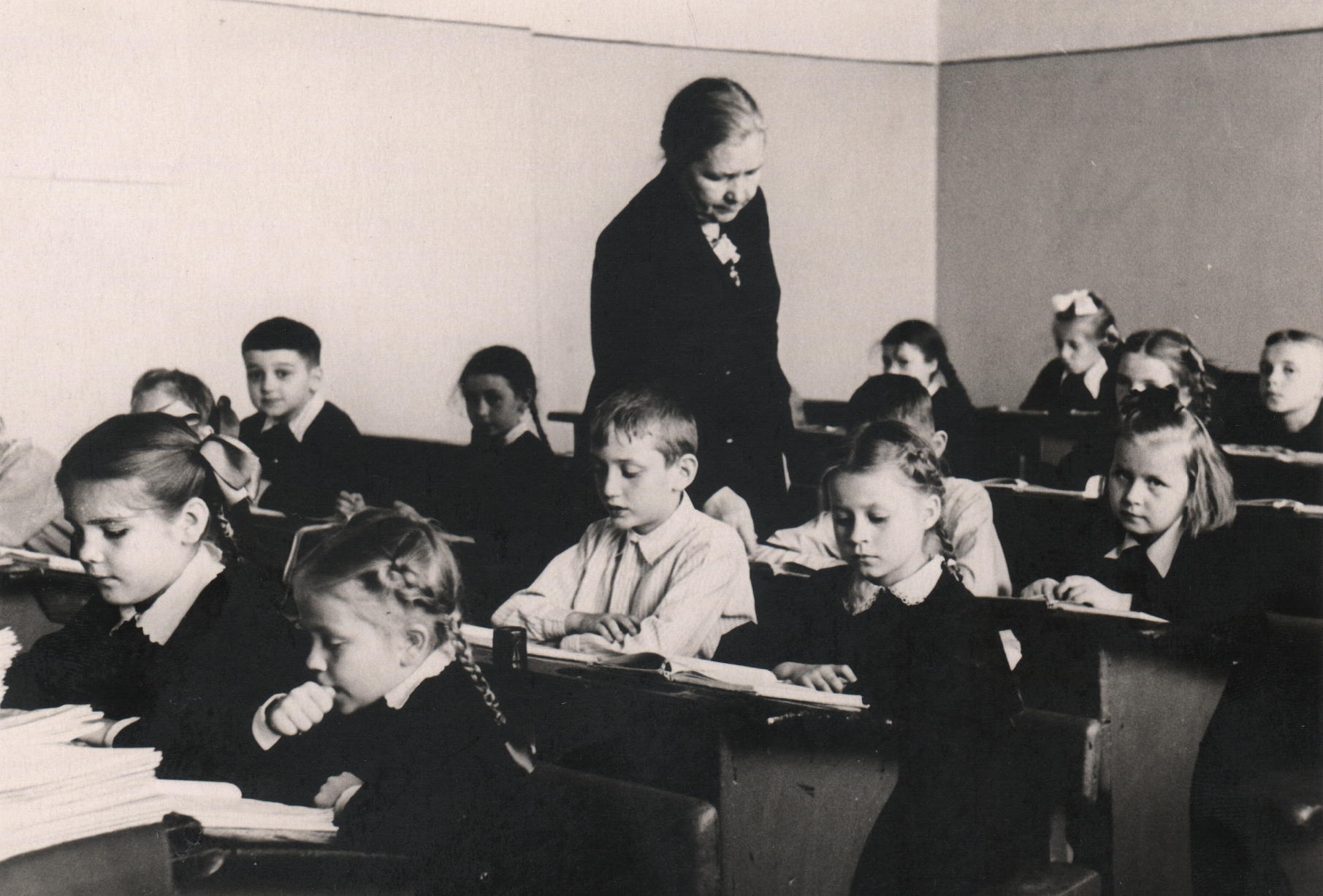
Урок в 1 классе начальной школы, Саратов, 1955—56 учебный год

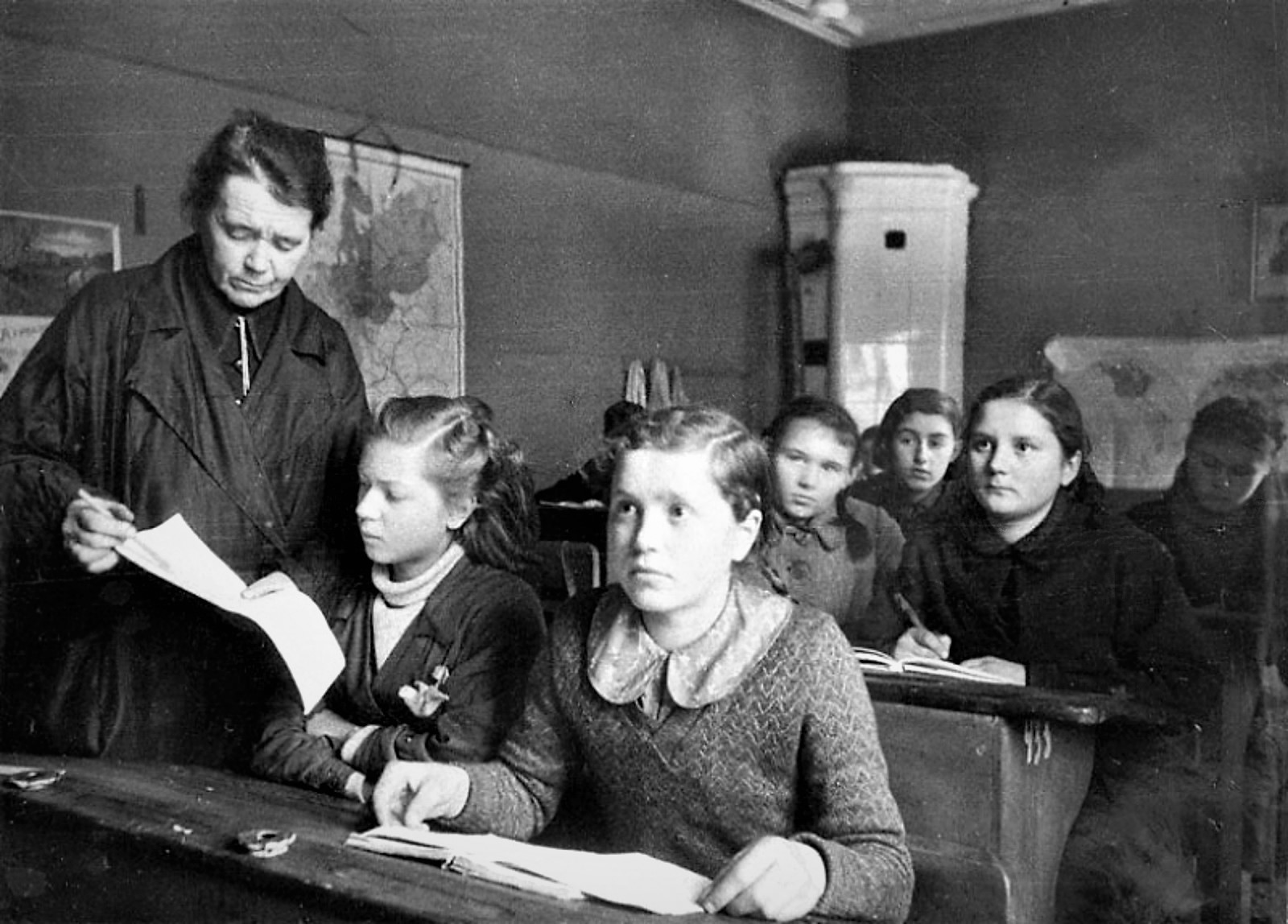
Урок в 7 классе средней школы в блокадном Ленинграде, 1942

Уро́к — форма организации обучения с целью овладения учащимися изучаемым материалом (знаниями, умениями, навыками, мировоззренческими и нравственно-эстетическими идеями). Такая форма применяется при классно-урочной системе обучения и проводится для класса, то есть относительно постоянного учебного коллектива.
В такой форме проходят занятия в большинстве образовательных учреждений, реализующих образовательные программы общего образования (школах, лицеях, гимназиях, колледжах) в условиях классно-урочной системы обучения.
В типологии учебных занятий М. А. Мкртчяна урок является разновидностью групповых учебных занятий.
Задачи урока являются образовательные, развивающие и воспитательные.
В учебной практике современной России в соответствии с ФГОС разрабатывается календарно-тематический план преподавания какой-нибудь дисциплины, и там подробно расписывается тематика каждого школьного урока (тема занятия, общие компетенции, вид занятия, методы ведения занятия, дидактическое обеспечение, домашнее задание).
Некоторые УМК имеют методические разработки по каждому уроку.

## Виды уроков
К основным видам уроков относят:
1. Классификация уроков по дидактическим целям:
- комбинированный урок;
- урок изложения нового материала;
- урок закрепления изучаемого материала и выработки практических умений и навыков;
- урок самостоятельной работы;
- урок-конференция и урок-семинар[1];
- урок повторения, обобщения и систематизации изучаемого материала;
- урок проверки и оценки знаний, умений и навыков; проведение контрольной и самостоятельной работы;
- интегрированный урок;
- открытый урок;
- интерактивный урок.

Интерактивный вид урока подразумевает использование трёх составляющих — электронного учебника учащегося, электронного учебника учителя и интерактивной доски.
Принцип взаимодействия прост — электронный учебник установлен на планшет учащегося. Планшет каждого ученика, в свою очередь, связан в единую сеть с интерактивной доской и планшетом учителя.
Электронные учебники содержат гиперссылки на встроенные энциклопедии, более развёрнутое иллюстрирование с возможностью его прокрутки, кросс-ссылки между разными разделами учебника. В таком учебнике возможно использование аудио- и видеоматериалов, графики, которые позволяют учащимся лучше усваивать пройденный материал.
При этом доступ в «свободный» Интернет и возможность установки игр на планшеты заблокированы.
2. Классификация уроков по этапам формирования навыка:
- вводный урок
- тренировочный урок
- итоговый урок

3. Классификация уроков по используемым приёмам активизации познавательного интереса и познавательной деятельности:
- урок-практикум
- урок-семинар
- урок-лекция
- урок-зачёт
- урок-игра
- урок-конференция
- урок-экскурсия

4. Классификация уроков по способу организации общения участников учебновоспитательного процесса:
- урок организации работы в динамических парах или парах сменного состава;
- урок организации работы в статистических парах или парах постоянного состава;
- урок работы в малых группах;
- урок коллективного способа обучения.

5. Классификация уроков по приоритетно используемому методу обучения:
- информирующий урок;
- проблемный урок;
- исследовательский урок;
- эвристический урок.

6. Классификация уроков по типу межпредметных связей:
- интегрированный урок;
- библиотечный урок;
- клубный урок;
- медиаурок[3].

7. Также бывают открытые уроки и уроки — общественные смотры знаний.

## Примерная структура урока
Впервые планирование урока в педагогику ввёл Фридрих Гербарт.
( на примере объяснения новой темы — объём прямоугольного параллелепипеда)
| Часть урока                                       | Время  | Цель                                                                                               | Деятельность учителя | Деятельность преподавателя                                                                                            |
| ------------------------------------------------- | ------ | -------------------------------------------------------------------------------------------------- | --- | --- |
| Оргмомент                                         | 3 мин  | Перекличка, вводная часть                                                                          | Учитель, или классный руководитель проводит перекличку учащихся                                                                | Ученики отвечают, информация об отсутствующих заносится в классный журнал или бегунок                                 |
| Проверка домашнего задания                        | 2 мин  | Проверка домашнего задания (площади поверхности цилиндра) в тетрадях или дистанционно              | Учитель спрашивает домашнее задание и выставляет оценки                                                                        | Учащиеся предъявляют ему результаты своей деятельности                                                                |
| Актуализация знаний                               | 5мин   | Этап урока, на котором учащиеся воспроизводят опыт и навыки необходимые для усвоения нового знания | Учитель задаёт вопросы о понятиях                                                                                              | Учащиеся отвечают на вопросы                                                                                          |
| Формулировка темы и задачи урока                  | 10 мин | Как вычислить объём параллелепипеда                                                                | Учитель вводит понятие объёма, спрашивает какие геометрические объекты имеют объём                                             | Учащиеся отвечают на вопросы, что объём могут иметь многогранники, некоторые тела вращения (цилиндр, конус, шар)      |
| Восприятие и осмысление учеником нового материала | 10 мин | Конспектирование учебника                                                                          | Учитель рассказывает про объём, иногда комментируя некоторые непонятные понятия                                                | Учащиеся конспектируют текст и слушают учителя, а также записывают в тетрадь основные свойства объёмов                |
| Первичное закрепление                             | 5 мин  | Решение простейших задач (произведение трёх измерений)                                             | Учитель предлагает найти объем прямоугольного параллелепипеда с измерениями 3, 4, 5. Может выбрать для ответа любого учащегося | Учащиеся находят объём прямоугольного параллелепипеда. V=abc=3*4*5. Если они решили задачу, то они могут поднять руку |
| Решение задач                                     | 5 мин  | Решение задач у доски (например, нахождение объёма параллелепипеда по диагоналям)                  | Учитель предлагает детям задачу из учебника, уровень задачи выше среднего                                                      | Учащиеся (или учащийся) решают задачу у доски. Одновременно учащиеся решают задачу в тетрадях                         |
| Итог урока                                        | 2 мин  | Выставление оценок                                                                                 | Учитель выставляет оценки в тетрадь (за работу или за конспект) или в классный журнал                                          | Учащиеся передают свои тетради на проверку                                                                            |
| Домашнее задание                                  | 2 мин  | Задаётся несколько задач из учебника (как правило среднего уровня)                                 | | |
| Рефлексия                                         | 1 мин  | Анализ учащимися урока                                                                             | Учитель спрашивает про урок | Учащиеся оценивают понравился ли им урок, задачки были лёгкими или тяжёлыми, материал понятен или нет                 |

Ведущие понятия — объём, измерения, призма, параллелепипед.
В течение урока учащиеся могут решить 3—5 задач из учебника. На уроке возможны физкультминутки.
Тип занятия: понятие об объёме тела. Общие компетенции : ОК3, ОК4. Вид занятия: изучение нового материала. Методы ведения занятия: словесные. Дидактическое обеспечение: учебник по геометрии Атанасяна. Домашнее задание — 1 задача.
Используется оборудование: модели параллелепипеда, компьютер, проектор, презентация, линейка.
Возможно проведение уроков не только в очной форме, но и в дистанционной (например, через Zoom и Google Classroom).

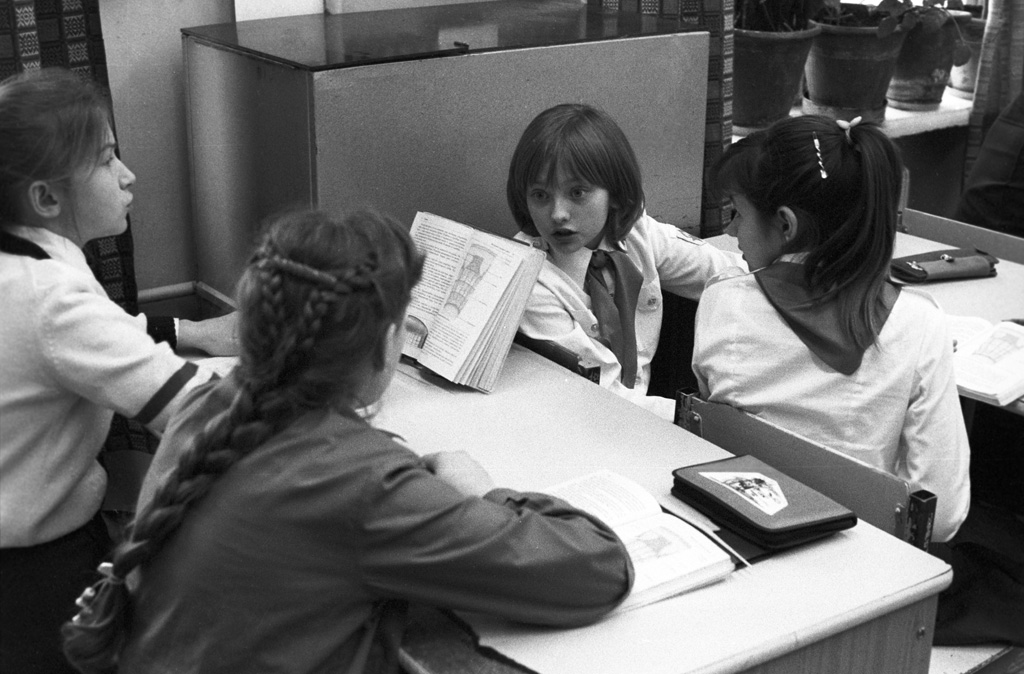
Катя Лычёва на уроке в школе

## Длительность урока
Уроки в разных странах могут отличаться по длительности. Так, например, урок в средней и старшей школе Японии длится 50 минут.
Уроки в России обычно длятся 40 или 45 минут, между которыми имеется свободное время — перемена (5—15 минут, иногда больше, например, на обед). О. А. Саввина и И. А. Марушкина установили, что продолжительность урока в истории России была неодинаковой. Например, в 1828 году гимназический урок длился 90 минут, а в 1865 году — 60 минут. Иногда уроки объединяются в пары (особенно в лицеях, техникумах и вузах), посвящённые одному предмету, внутри которых перемена уменьшена. В одних школах длительность урока постоянна, в других может зависеть от номера урока и дня недели. В предпраздничные дни время урока может быть сокращено решением администрации учебного заведения. В первом полугодии у первоклассников время урока — 35 минут.
Как правило, в течение недели уроки начинаются в определённое время. Иногда они могут смещаться, если для учеников или преподавателей проводятся какие-то мероприятия, например классные часы.

## Галерея

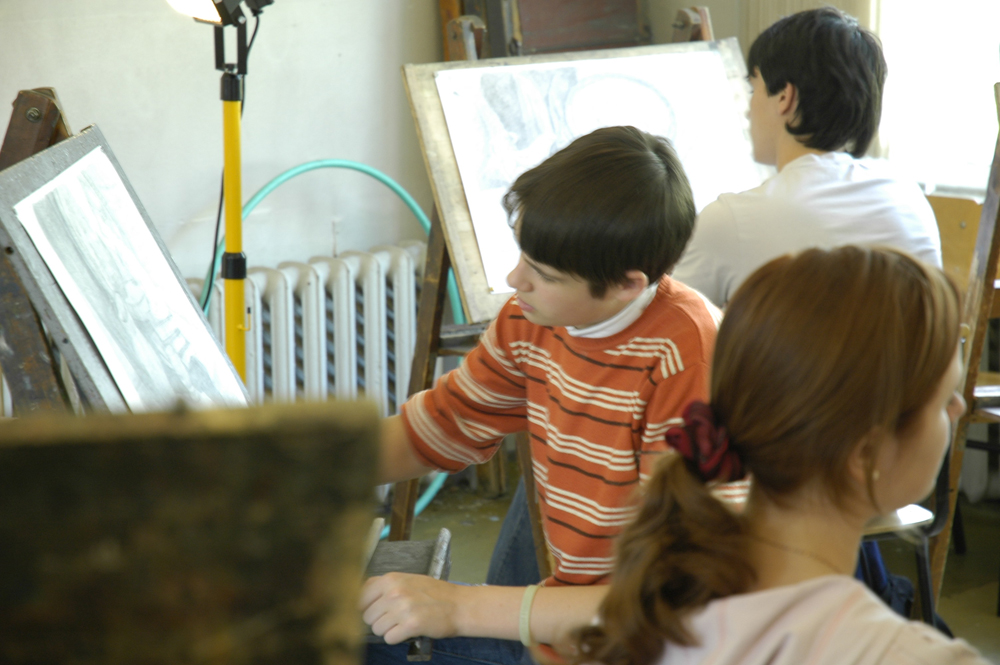
Урок рисования
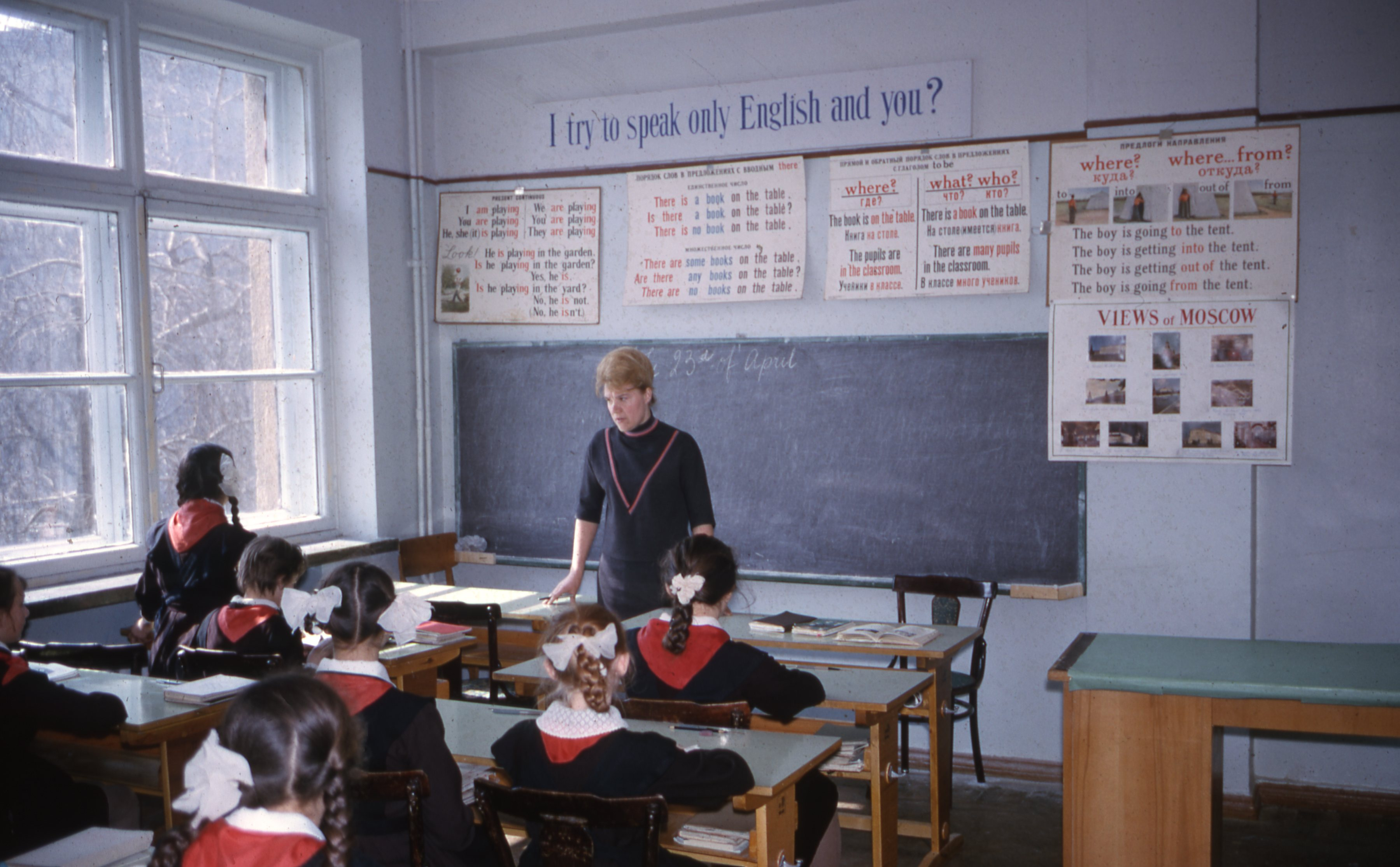
Урок английского языка
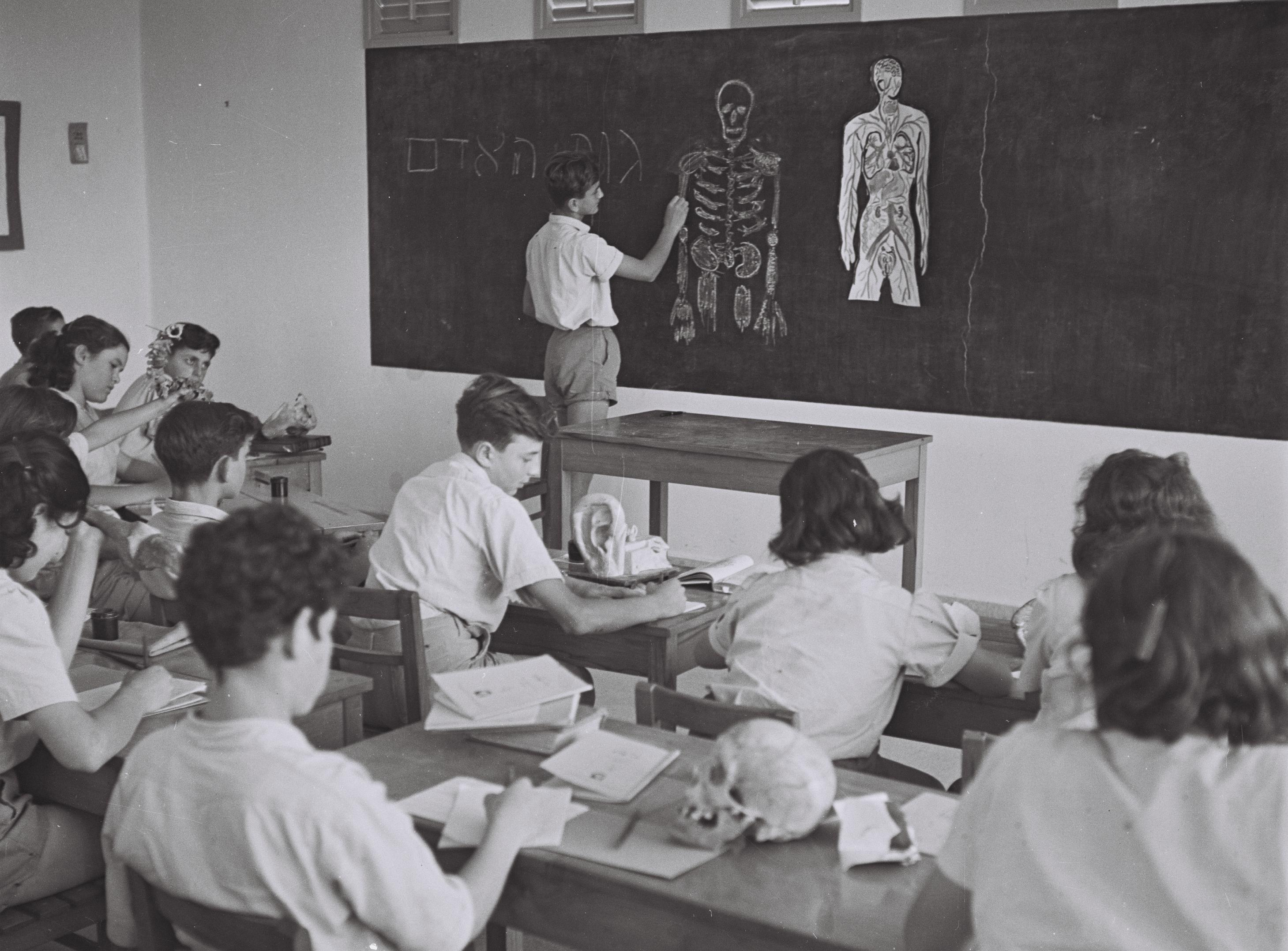
Урок биологии
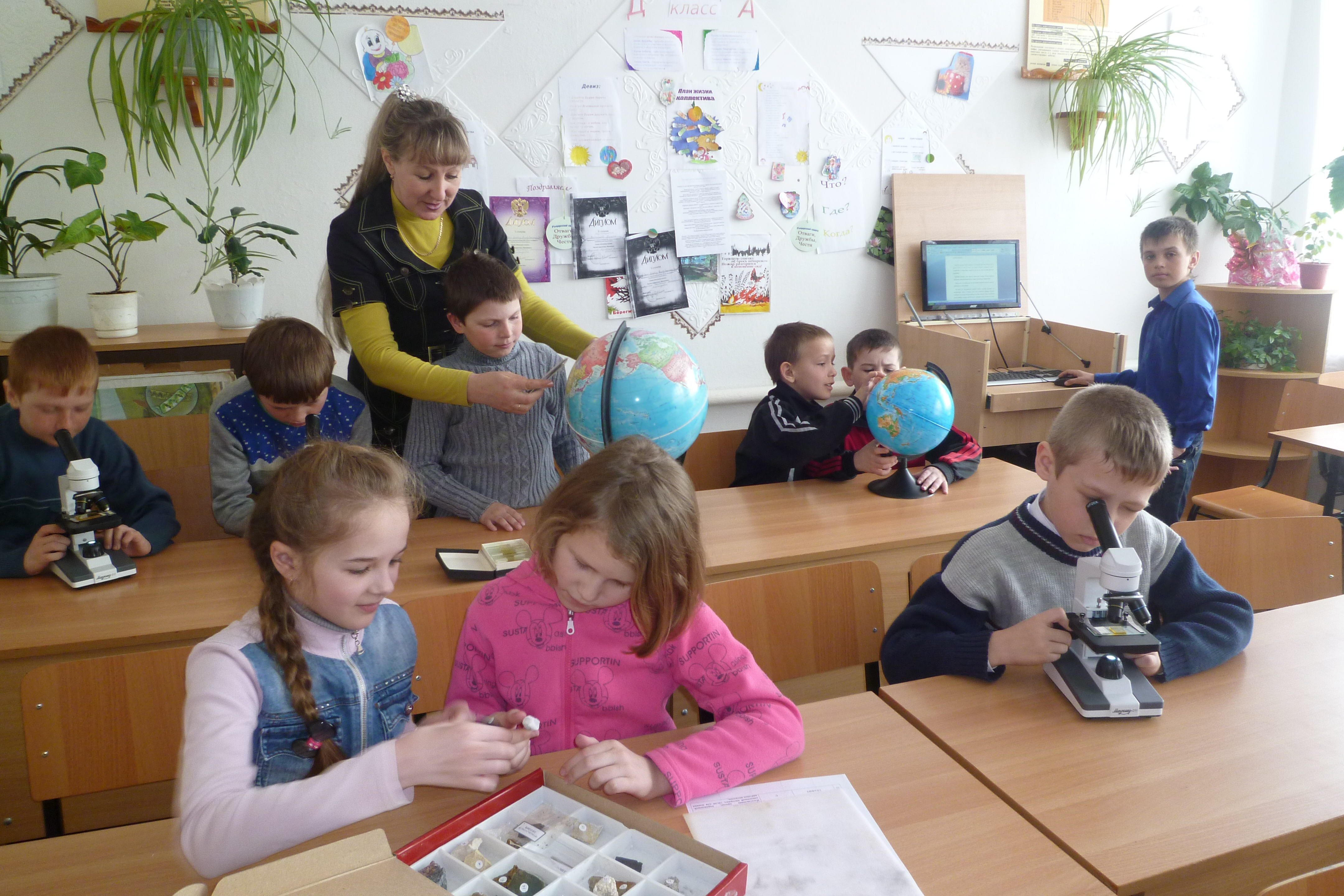
Урок географии
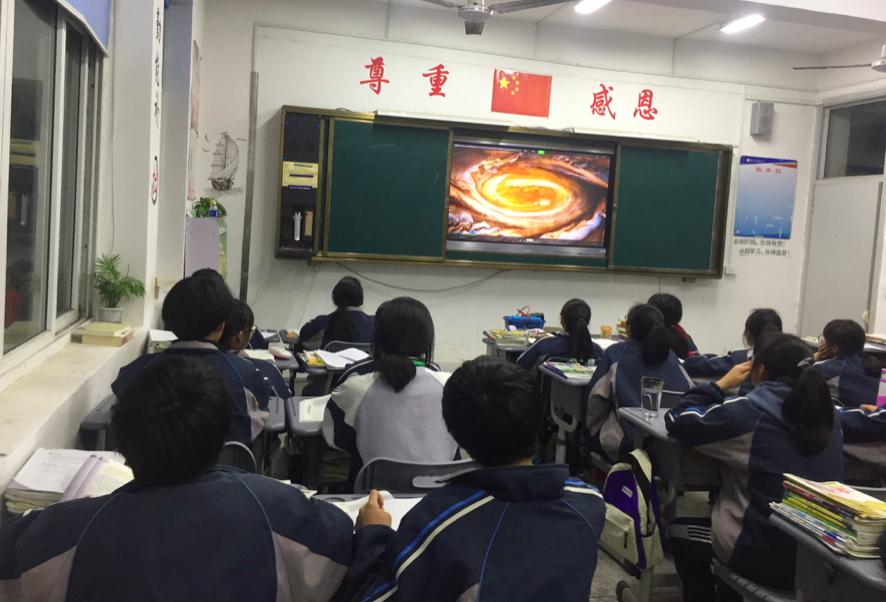
Урок астрономии
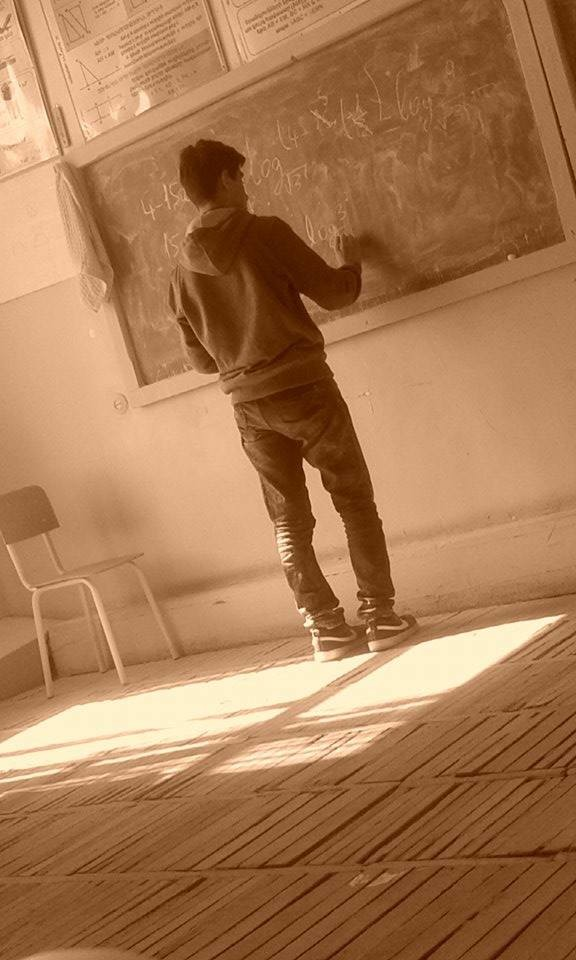
Урок  математики
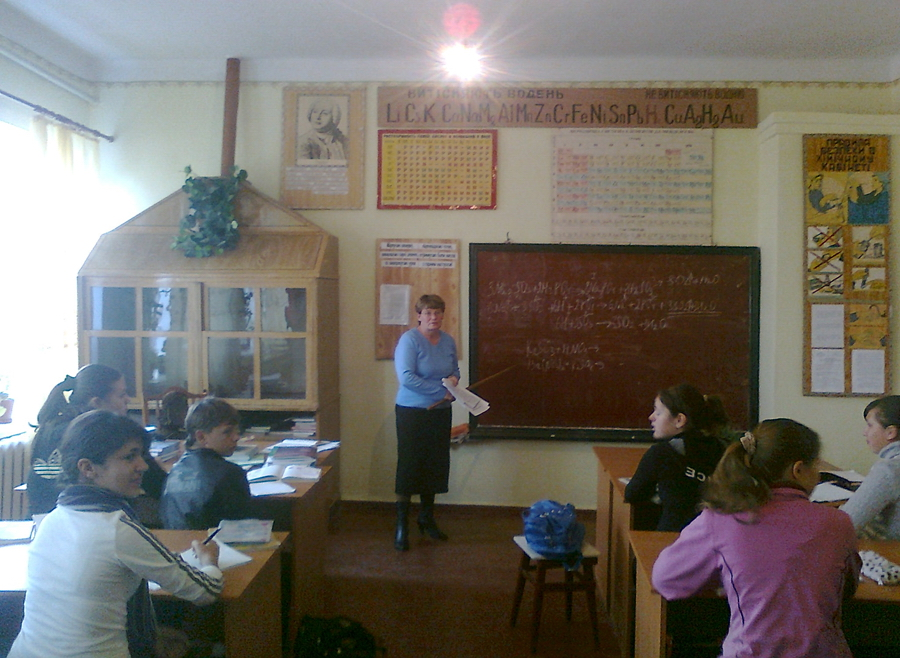
Урок химии